# Noroieni
Noroieni (węg. Kissár) – wieś w Rumunii, w okręgu Satu Mare, w gminie Lazuri. W 2011 roku liczyła 316 mieszkańców. 